# Крест скорби
Мемориа́л «Крест ско́рби» — первый установленный в Российской Федерации монументальный мемориал, посвящённый павшим в советско-финской войне 1939—1940 годов советским и финским воинам.
Памятник открыт 27 июня 2000 года в урочище Питкякангас Питкярантского района Республики Карелия, у развилки дорог А121 и 86K13. Ближайший населённый пункт Койриноя. В урочище Питкякангас и на близлежащих территориях, названных в народе «Долиной смерти», проходили тяжёлые бои в период советско-финской войны 1939—1940 годов. Здесь в январе—феврале 1940 года погибло более 35 тысяч советских и до 6 тысяч финских военнослужащих.
На открытии присутствовали вице-премьер РФ Алексей Кудрин, премьер-министр Финляндии Пааво Липпонен, председатель правительства Республики Карелия Сергей Катанандов, российские и финские ветераны «зимней войны».
Открывали памятник ветераны советско-финской войны 1939-40 годов: Иван Матвеевич Аверин (Россия), Микко Лаулука (Финляндия), Каллерво Саволайнен (Финляндия), Валентин Францевич Халецкий (Россия).

## История создания
В 1992 году в соответствии с «Соглашением между Правительством Российской Федерации и Правительством Финляндской Республики о сотрудничестве в увековечении памяти российских (советских) военнослужащих в Финляндии и финских военнослужащих в России, погибших во второй мировой войне» было принято решение о сооружении памятника.
Победителем объявленного открытого международного конкурса на лучший проект памятника, на котором было заявлено 14 работ, стал известный карельский скульптор, член-корреспондент Академии художеств СССР Лео Ланкинен. Над памятником также работали скульпторы Эдуард и Александр Акуловы, Ольга Ракитская, архитекторы Лиа Карма и Вячеслав Шевляков.
Финансирование осуществлялось за счёт средств бюджета Республики Карелия и Российской Федерации, с привлечением средств мэрии города Куопио и частных пожертвований. Руководил реализацией проекта петрозаводский архитектор Вячеслав Шевляков.
Памятник был отлит из чугуна в Петрозаводске на ОАО «Петрозаводскмаш».

## Описание памятника
Памятник высотой около шести метров, изготовлен из чугуна, представляет собой крест, с двух сторон которого изображены женские фигуры, скорбящих по погибшим сыновьям, русской и финской матерей. Памятник установлен на искусственном холме, на склонах холма расположены группы крупных камней, символизирующих павших воинов. Вблизи памятника, на крупном валуне, установлена мемориальная доска с текстом на русском и финском языках:
```
1939 — 1940
```

```
Россия и Финляндия — две сестры.
     Финляндия и Россия — две матери.
Они воплотились в этом Кресте скорби.
Сами собой.
Их головы слились воедино,
          их руки сплелись в Надежде,
Чтобы любовь победила.
                А это зависит от нас.
От каждого.
```

## Фотогалерея

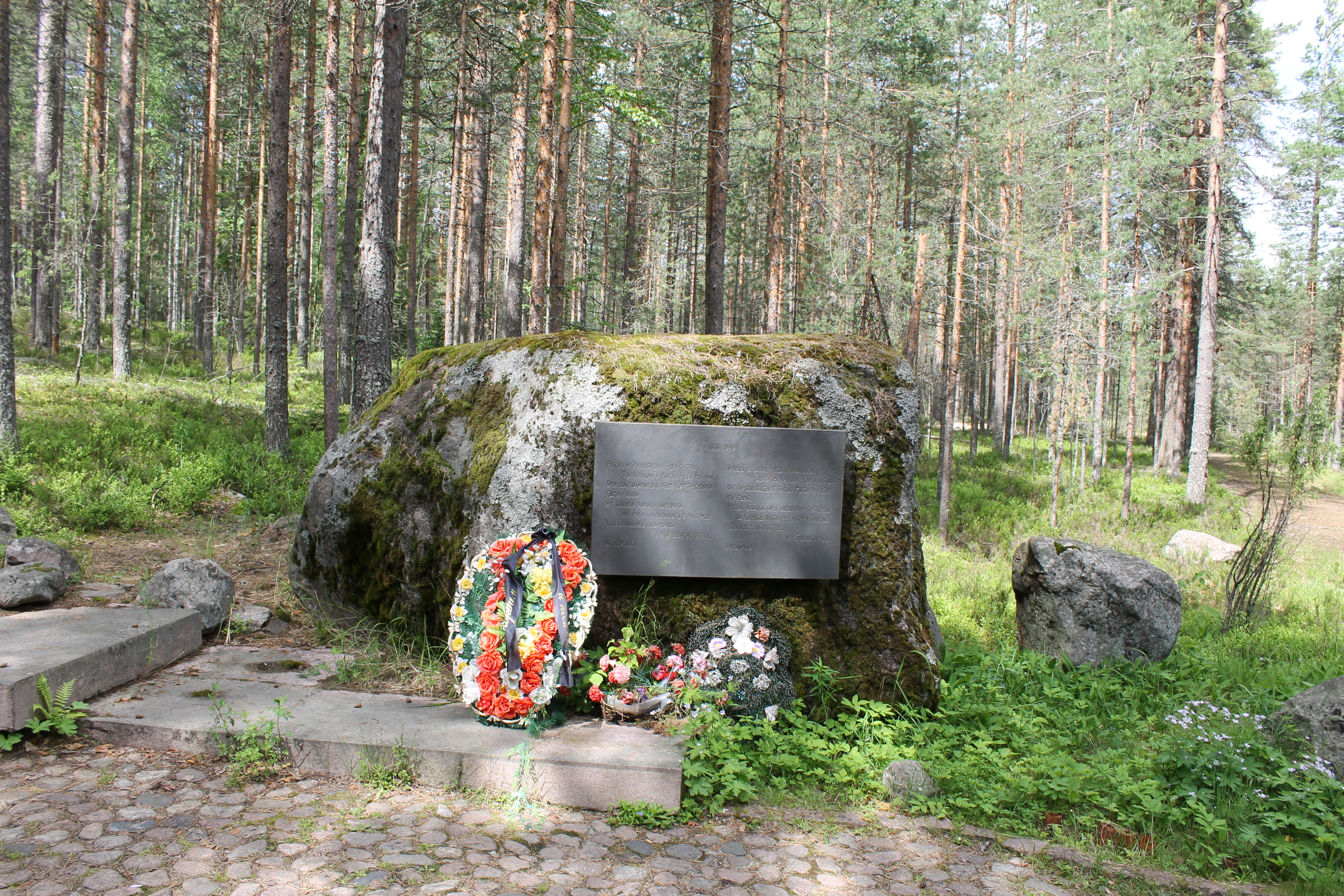
Мемориальная доска
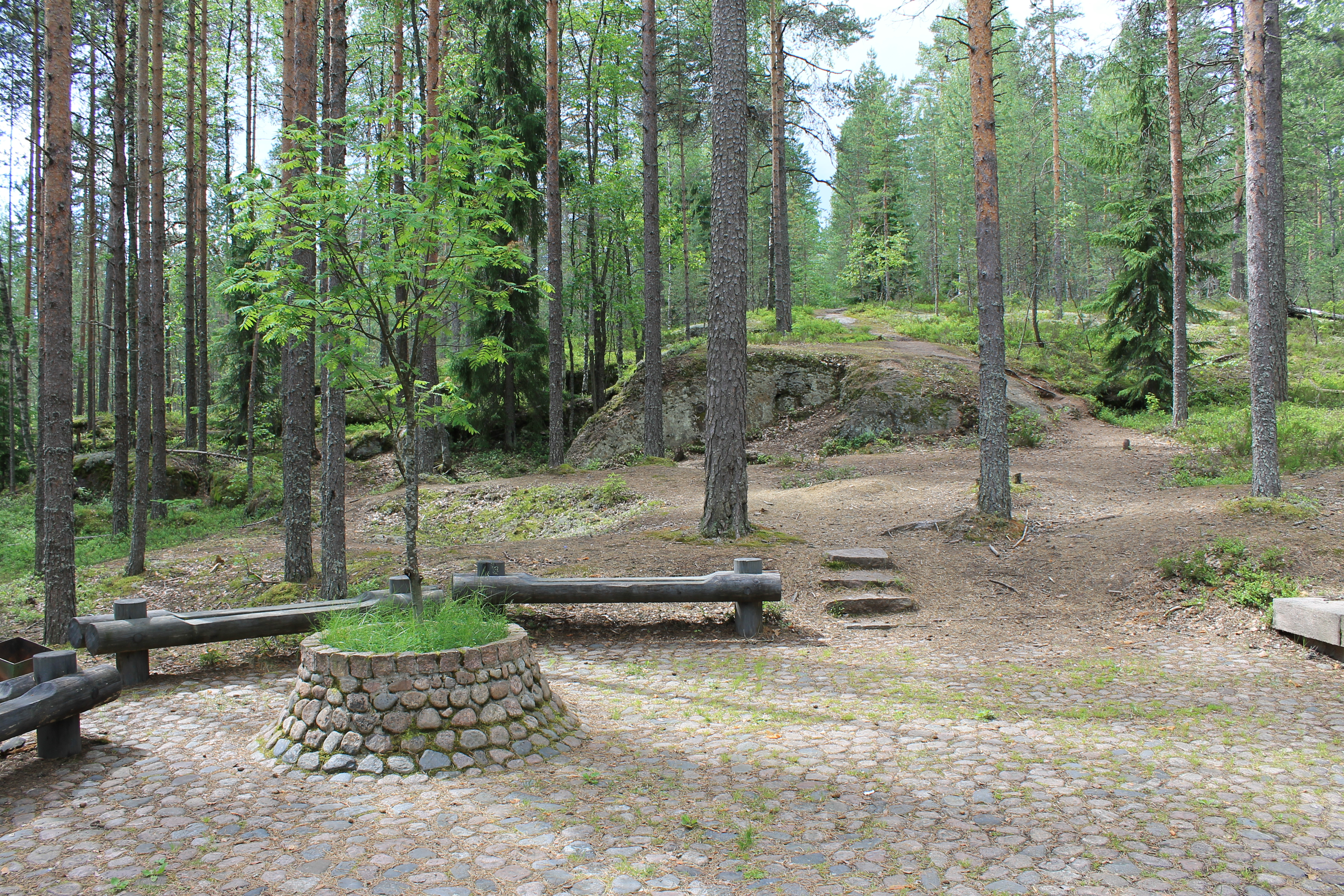
Поляна скорби